# Tempel van Artemis Laphria in Calydon
De tempel van Artemis Laphria in Calydon was gewijd aan de godin Artemis en werd ca. 610 v.Chr. in Calydon in Aetolië gebouwd, op de noordkust van de Golf van Korinthe (oostelijk deel van de huidige prefectuur Aetolia-Acarnania). Dit heiligdom stond bekend als het Laphrion en was zowel aan Artemis Laphria als aan Apollon Laphrios, haar mythologische tweelingbroer, gewijd. Het was een van de belangrijkste Aetolische cultuscentra. Het heiligdom bevond zich op het Zuidwesten van de acropolis van Calydon, en was omsloten door een ringmuur.

## Cultus
De vroegste aanwijzingen voor de cultuspraktijk op deze site dateren uit de Geometrische periode. Ze kende een hoge bloei rond de 6e eeuw v.Chr. en bleef in gebruik tot in de Romeinse tijd.
Volgens Pausanias werd in het nabije Patrai jaarlijks het Laphriafestival gehouden, dat gepaard ging met een processie en waarbij brandoffers aan de godin werden opgedragen. Het belang van dit festival blijkt uit het feit dat op veel plaatsen een maand voorkwam in de Griekse kalender met de naam Laphrios (in Aetolië zowel als in Phokis, Erineos en Gythion).
De oorsprong van deze cultus zou aldus Pausanias zijn terug te voeren op afstamming van Delphos, via "Laphrios", die zelf van "Castalios" afstamde. Deze Laphrios zou het beeld van goud en ivoor hebben besteld bij de beeldhouwers Menaichmos en Soidas in Calydon. Maar het epitheton van de godin evenals het beeld waren, volgens de legenden die Pausanias noteerde, van vreemde origine voor de inwoners van Patrai.
Het Laphriafestival zou aan de oudere cultus van Potnia Theron, de "Meesteres der wilde dieren" zijn ontleend, die zich al vroeg over heel Griekenland had verspreid.
De cultus zou ook een verband hebben gehad met de Calydonische jacht.

## Archeologische site
De site werd in 1908 gelokaliseerd door G. Soteriadis en de opgravingen gebeurden in de jaren 1925-35 door een Grieks-Deense expeditie. Er zijn drie archeologische bouwfasen geïdentificeerd. De eerste tempel werd tegen het eind van de 7e eeuw v.Chr. gebouwd, en de laatste in 360 v.Chr. Alleen de fundamenten van de Tempel van Artemis Laphria zijn nog bewaard gebleven en bevinden zich op het hoogste punt van het heiligdom.
De tempel uit de 4e eeuw v.Chr. mat 32 meter lengte bij 14 meter breedte en was van het type peripteros met respectievelijk 13 op 6 zuilen.
Aan de Zuidoost zijde lag een "sacrale weg". Daar bevonden zich schatkamers die met gepolychromeerde terracotta versieringen bedekt waren. Ze dateren uit de eerste helft van de 6e eeuw v.Chr.
Er zijn ook overblijfselen van een stoa van twee etages die zich aan de noordzijde bevond, daterend uit de 3e-2e eeuw v.Chr. met aan beide uiteinden halfronde nissen.

## Artemisbeeld

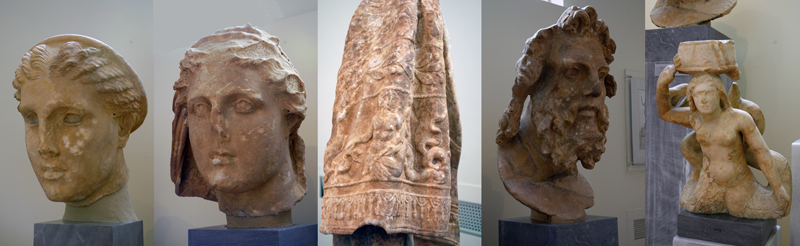
Beeldfragmenten van de figurengroep van Damophon uit Lykosura: van links naar rechts: Artemis, Demeter, sluier van Despoina, Anytos en een vrouwelijke Triton (Fragment van de troon), Archeologisch Nationaal museum van Athene

In de tempel bevond zich een beeld van de godin in goud en ivoor.
Damophon van Messene maakte onder andere nog een chryselephantine beeld van Artemis Laphria in de 2e eeuw v.Chr.
Bij de verwoesting van Aetolië door keizer Augustus werd het beeld door de inwoners van Patrai in de kleine tempel van Artemis in Patrai in veiligheid gebracht.
Heiligdommen en tempels gewijd aan de godin Artemis waren er in de Oudheid verspreid over het hele Middellandse Zeegebied.